# Gauciel
Gauciel – miejscowość i gmina we Francji, w regionie Normandia, w departamencie Eure.
Według danych na rok 1990 gminę zamieszkiwały 362 osoby, a gęstość zaludnienia wynosiła 47 osób/km² (wśród 1421 gmin Górnej Normandii Gauciel plasuje się na 560. miejscu pod względem liczby ludności, natomiast pod względem powierzchni na miejscu 488).